# Oshi
Oshi (Kanji: 押) è un gioco da tavolo di strategia pubblicato dalla WizKids. Oshi si gioca su una scacchiera 9×9 e ogni giocatore controlla un insieme di 8 pezzi (di colore rosso o avorio).

## Storia del gioco
Secondo il foglio di istruzioni, il gioco Oshi è stato dato al primo imperatore del Giappone dalla dea Amaterasu. Oshi avrebbe quindi insegnato all'imperatore e alla sua corte che l'influenza era potere ma avrebbe dovuto essere usata con cautela.

## I pezzi sulla scacchiera
Ogni giocatore ha a disposizione un insieme di 8 pezzi. Ogni insieme consiste di tre tipi diversi di pezzi. I due insiemi di pezzi sono colorati in modo differente.
I pezzi sono:
- Torre da tre piani - (n° pezzi = 2)
- Torre da due piani - (n° pezzi = 2)
- Torre da un  piano - (n° pezzi = 4)

La posizione iniziale dei pezzi è quella illustrata in figura.

## Movimento dei pezzi
Ciascun pezzo di Oshi si può muovere avanti, indietro, a destra oppure a sinistra ma non in diagonale, procedendo in una sola direzione per ogni turno. È consentito spostare ogni torre per un numero di caselle massimo pari alla sua altezza.

Durante il movimento si possono spingere gli altri pezzi nella direzione in cui ci si muove. Si possono spingere i pezzi dell'avversario, i propri pezzi, o una combinazione dei due, ma ogni torre non può spostarne un numero superiore alla propria altezza.

Per evitare situazioni di stallo, il movimento di un pezzo non può terminare nella stessa casella nella quale risiedeva il pezzo al turno precedente.

## Obiettivi
Ogni torre ha un valore in punti pari alla sua altezza.
Un giocatore vince spingendo i pezzi del suo avversario fuori dalla scacchiera (attraverso uno qualsiasi dei quattro bordi) per un valore di almeno 7 punti.